# Illan de Casa-Fuerte
Illan Alvarez de Toledo y Lefebvre, 11e marquis de Casa-Fuerte, né le 5 juin 1882 à Naples et mort le 20 janvier 1962 à Paris 16e, est un traducteur et écrivain espagnol francophone.

## Biographie
Illan de Casa-Fuerte est né dans l'ancienne famille noble espagnole d'Alvarez de Toledo et était marquis de Casa-Fuerte ; il est donc communément appelé Illan de Casa-Fuerte. Il descend de Juan de Acuña y Bejarano (1658-1734), premier marquis de Casa-Fuerte et vice-roi de la Nouvelle-Espagne dont le titre fut créé en 1709. Son père, Pierre (1847-1890), était le cousin germain de l'impératrice Eugénie.
La mère de Casa-Fuerte, Flavie, marquise de Casa-Fuerte, née Lefebvre de Clunières de Balsorano (1850-1905), aristocrate italienne d'ascendance française, tenait un salon bien connu à Paris. C'est dans ce salon qu'il rencontre Marcel Proust en 1900, qui, comme Reynaldo Hahn, fréquente le salon de sa mère, au moins à partir de 1894. Casa-Fuerte était asthmatique comme Proust qui fut impressionné par la beauté du jeune homme. Celui-ci était ami de Lucien Daudet et traducteur et ami de Gabriele d'Annunzio, admirateur de sa mère. Elle recevait aussi Robert de Montesquiou qui lui dédia son poème Les Chauves-Souris. 
En 1921, Darius Milhaud dédie à Illan de Casa-Fuerte et son épouse sa Troisième Petite symphonie. Dans les années 1954-1955, il enregistre ses souvenirs pour ses enfants, dans lesquels la personne de Proust apparaît également. Il a beaucoup voyagé entre les deux guerres mondiales, et plus tard aux États-Unis. Il a donné des conférences sur son ami Proust. Ses Mémoires ont été publiés en 1994. Il est inhumé au cimetière de Nouzilly (Indre-et-Loire) où ses parents possédaient le château de L'Orfrasière, de style néo-Renaissance.

## Famille
Illan de Casa-Fuerte épouse le 28 mars 1905 Béatrice Fiocca (1879-1956) à Capri, de leur union naîtront Illan (1905-1986) et Pierre (1911-1969) ; il épouse en secondes noces en 1921 Yvonne Giraud (1895-1984), violoniste et cofondatrice en 1931 des concerts de La Sérénade. Ils auront trois enfants, Flavie (1922-2010), François (1924-1929) et Jean (1926-2012).

## Publications
- La Religion essentielle. Paris, 1929.
- Le dernier des Guermantes. Mémoires.  Paris, 1994.